# El Golfo
Ne doit pas être confondu avec Valle de El Golfo.
El Golfo est un petit village de la côte ouest de Lanzarote dans les Îles Canaries. Il fait partie de la commune de Yaiza.

## Le village
Le village est situé au sud du Parc national de Timanfaya dans une région constituée de lave et d'éboulis.
El Golfo est connu pour ses restaurants de poissons . De nombreux établissements se succèdent en bordure de la plage où les roches de lave pétrifiée rencontrent les vagues parfois déchaînées de l'océan.
Quelques bateaux de pêche rappellent qu'El Golfo est aussi un village de pêcheurs. En 2007, El Golfo comptaient 131 habitants.

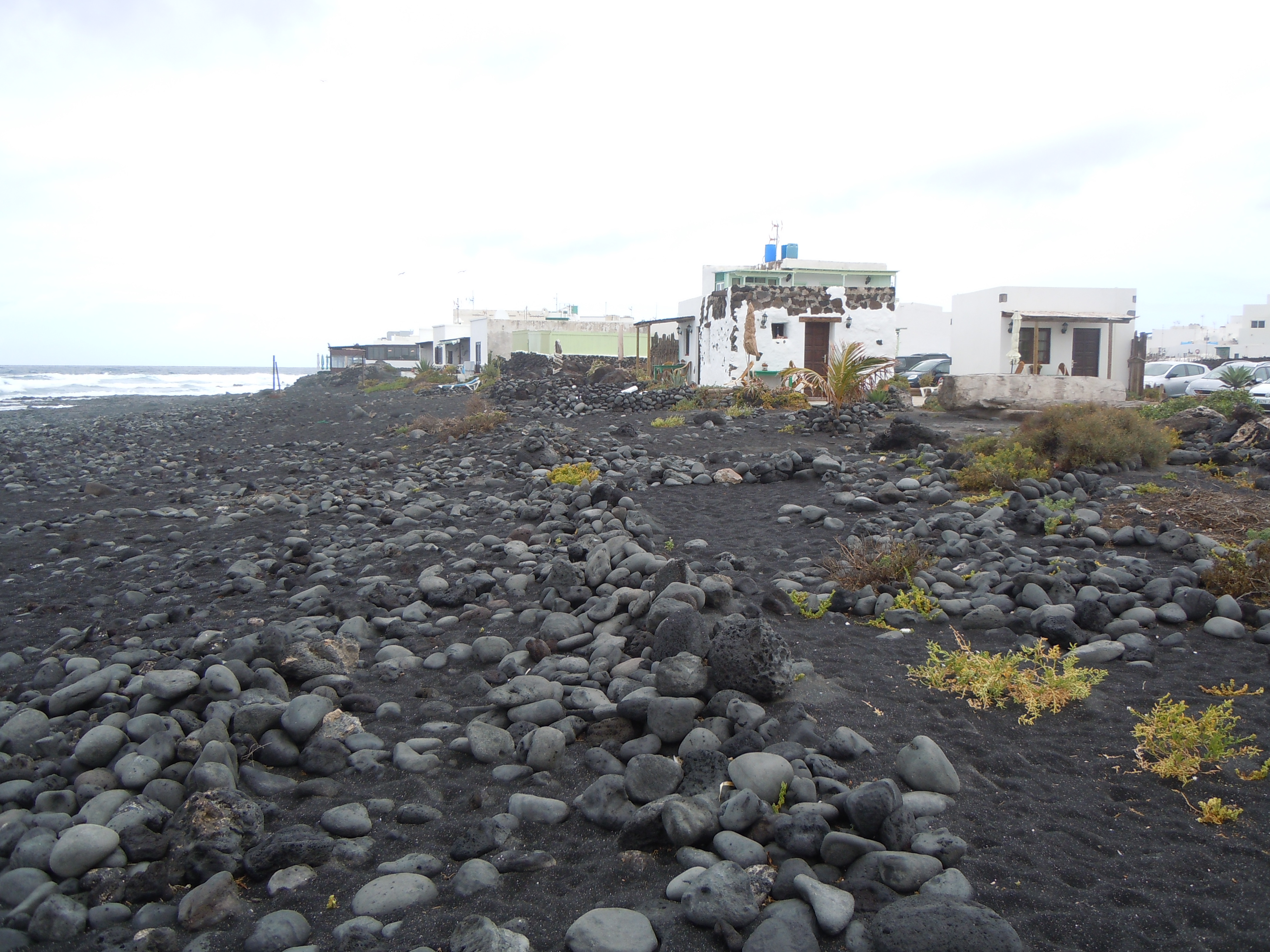
Plage du village
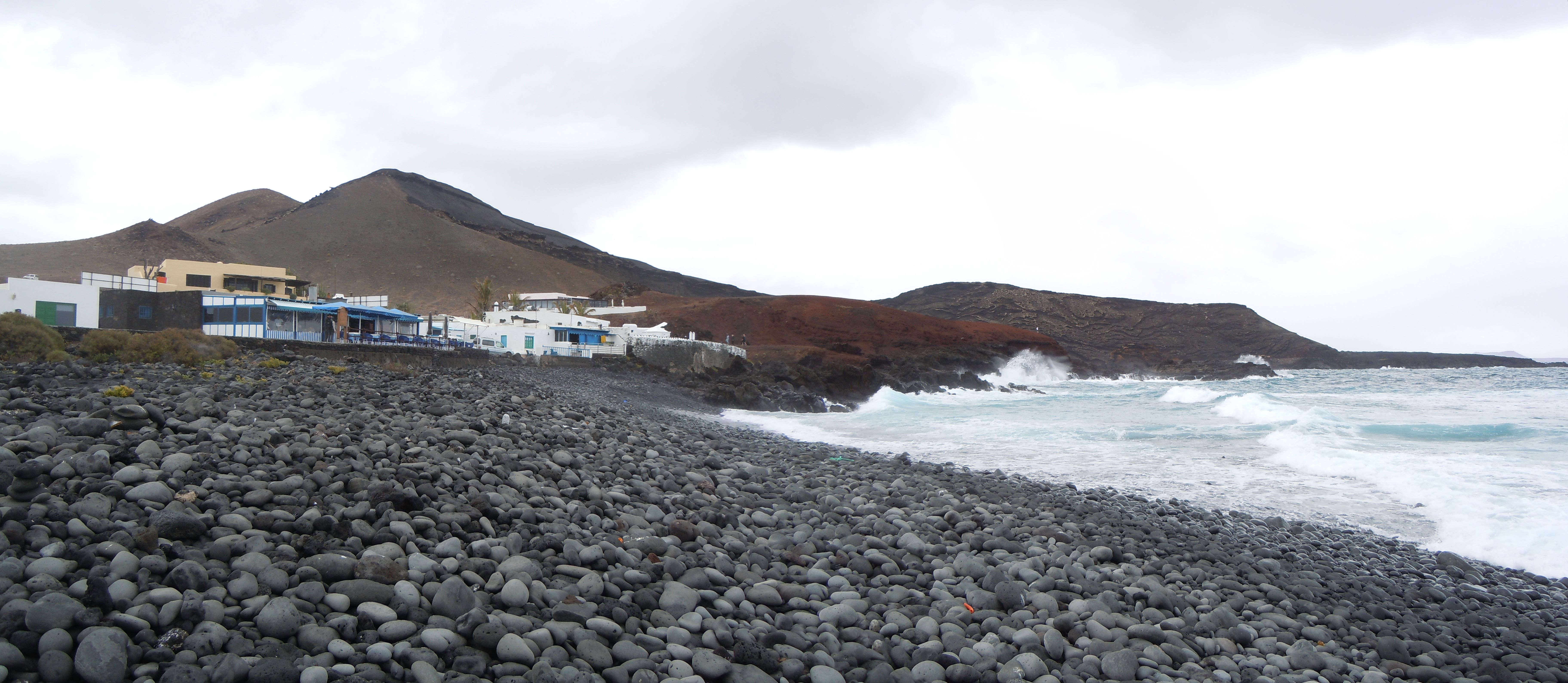
Montana del Golfoː plage de galets volcaniques.
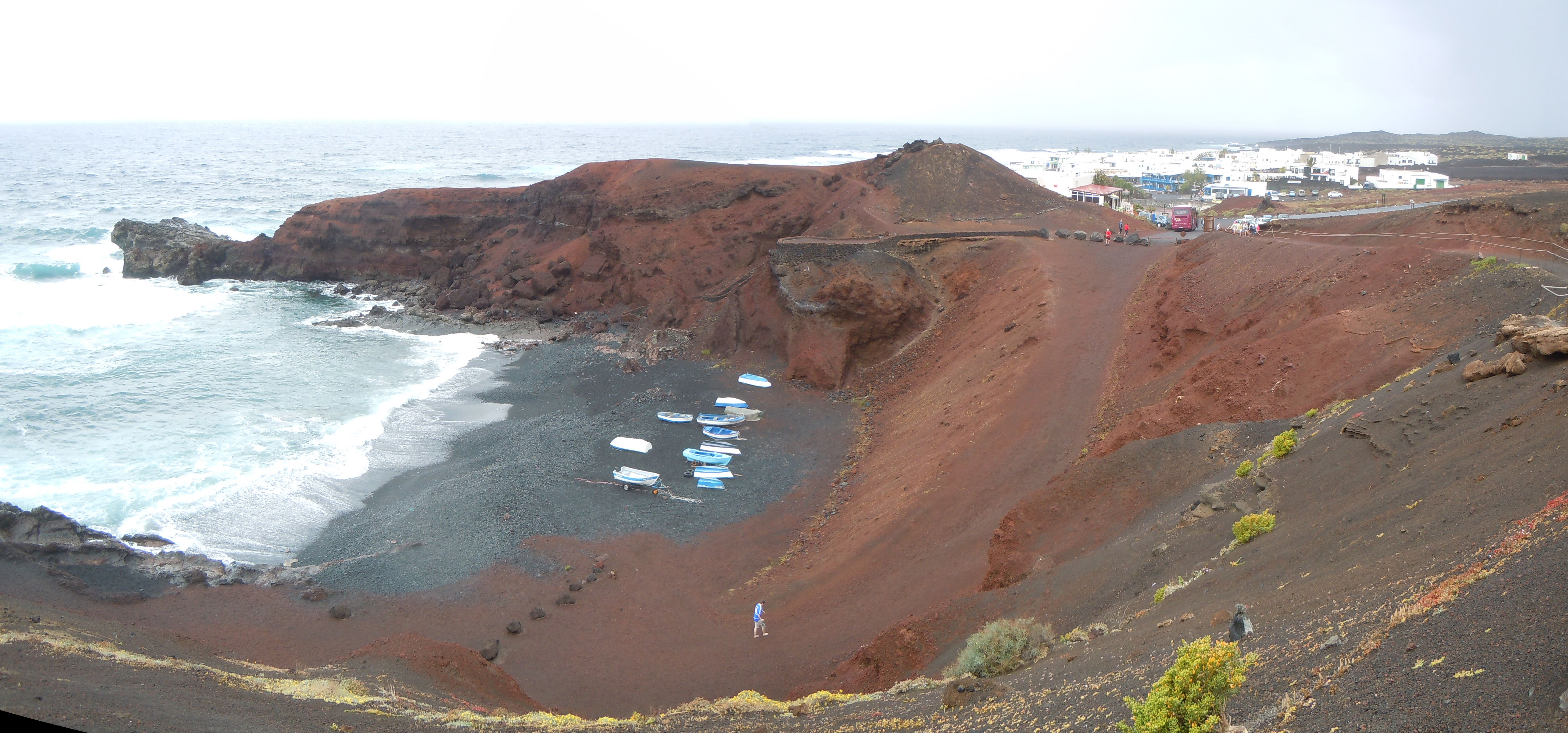
Playa del Golfo, avec les bateaux de pêcheurs.
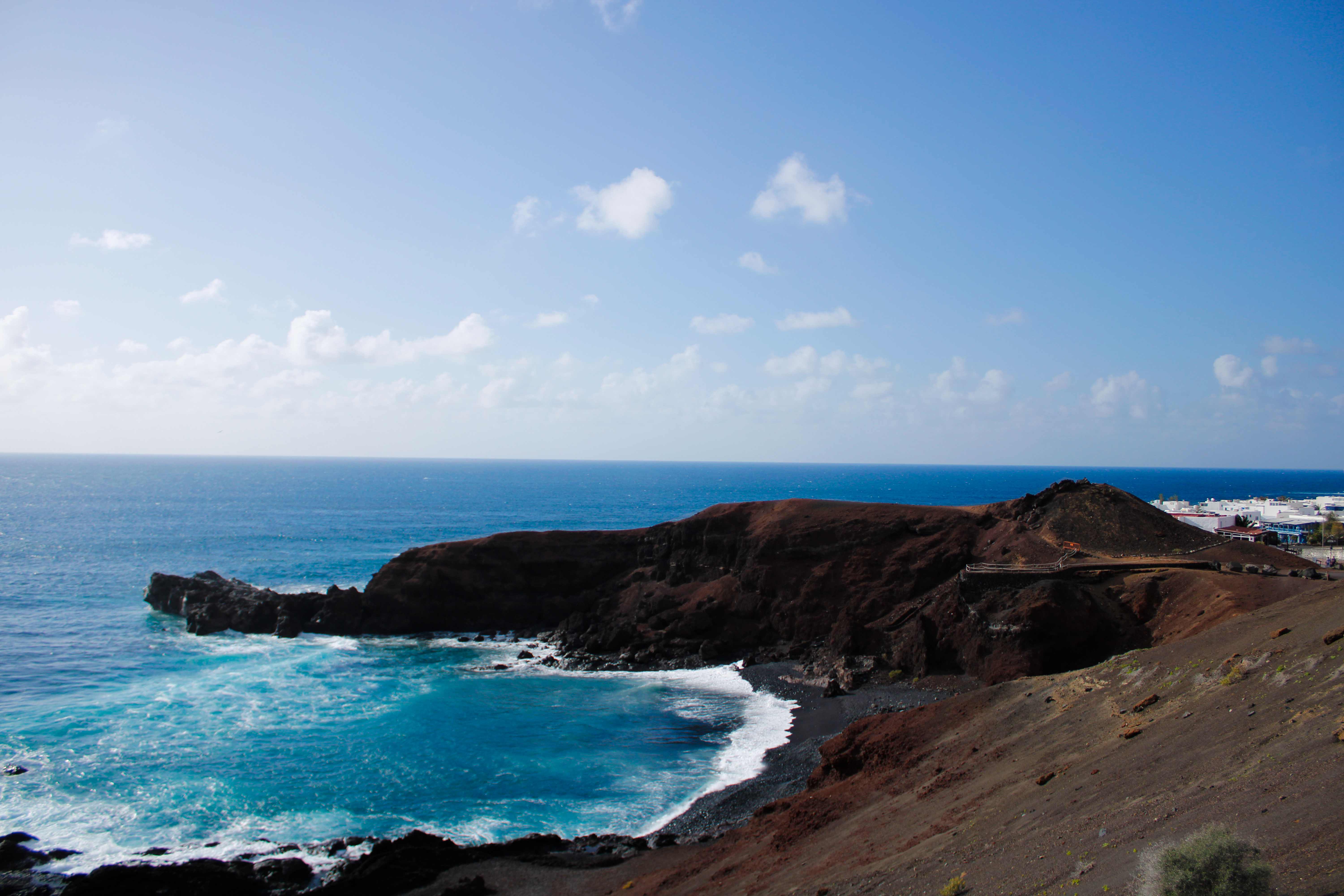
Playa del Golfo.

## La lagune verteːCharco de los Clicos
Située une bonne centaine de mètres au sud du village, la lagune verte appelée Charco verde, Charco de los Clicos ou Lago de los Clicos est une des curiosités les plus visitées de Lanzarote. La couleur verte de la lagune s'explique par la présence en grande quantité d'organismes végétaux en suspension et par la salinité très élevée de l'eau. Elle dépasse celle de la Mer Morte.
La lagune, longue de 150 m, est coincée entre une plage de sable noir et des falaises noires, rouges et jaunes d'un volcan dont la moitié du cratère est engloutie dans l'océan. Le site est superbe autant par la nature des éléments que par leurs couleurs surtout un peu avant le coucher de soleil.
Cette lagune est accessible par un petit sentier qui s'élève depuis un parking à l'entrée d'El Golfo ou par un chemin en bordure d'océan depuis un autre parking situé plus au sud du village. La baignade dans la lagune n'est pas autorisée.

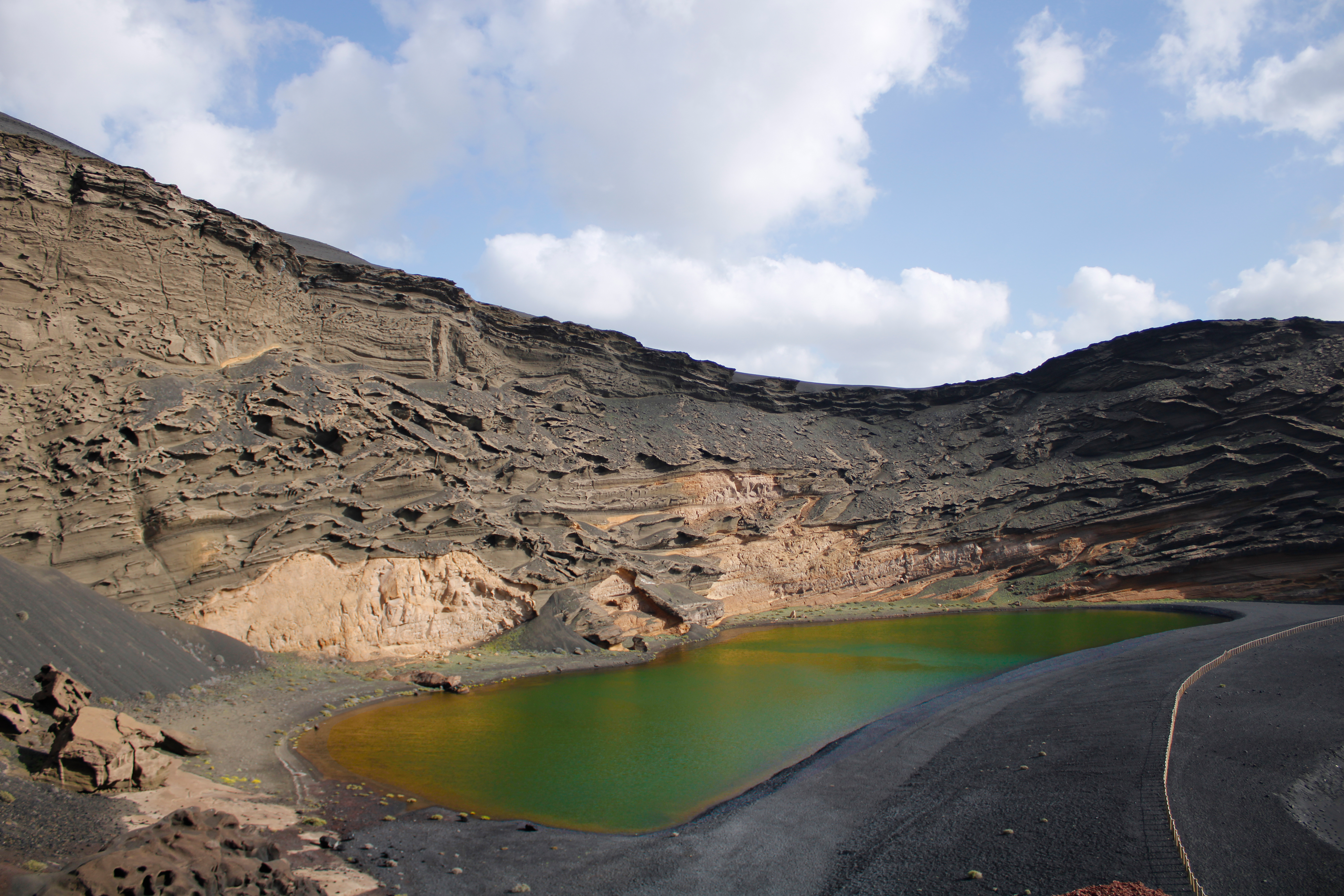
Lagune de Charco de los Clicos

Vue de la lagune à El Golfo.Mai 2018.

## Environnement
Le village et ses alentours, sont classés dans le Parc national des Volcans.
Le site de Los Hervideros se trouve au sud du village.
Le sentier côtier au nord du village, traverse les champs de lave ʻaʻā, datant des éruptions du début du XIXe siècle. Il rejoint la Playa del Paso au bout d'une heure de marche. Ce sentier est entretenu par l'administration du Parc national de Timanfaya. On peut y voir quelques tubes de laves dont la plupart ont presque 1 mètre de diamètre et peuvent atteindre une dizaine de mètres de long.

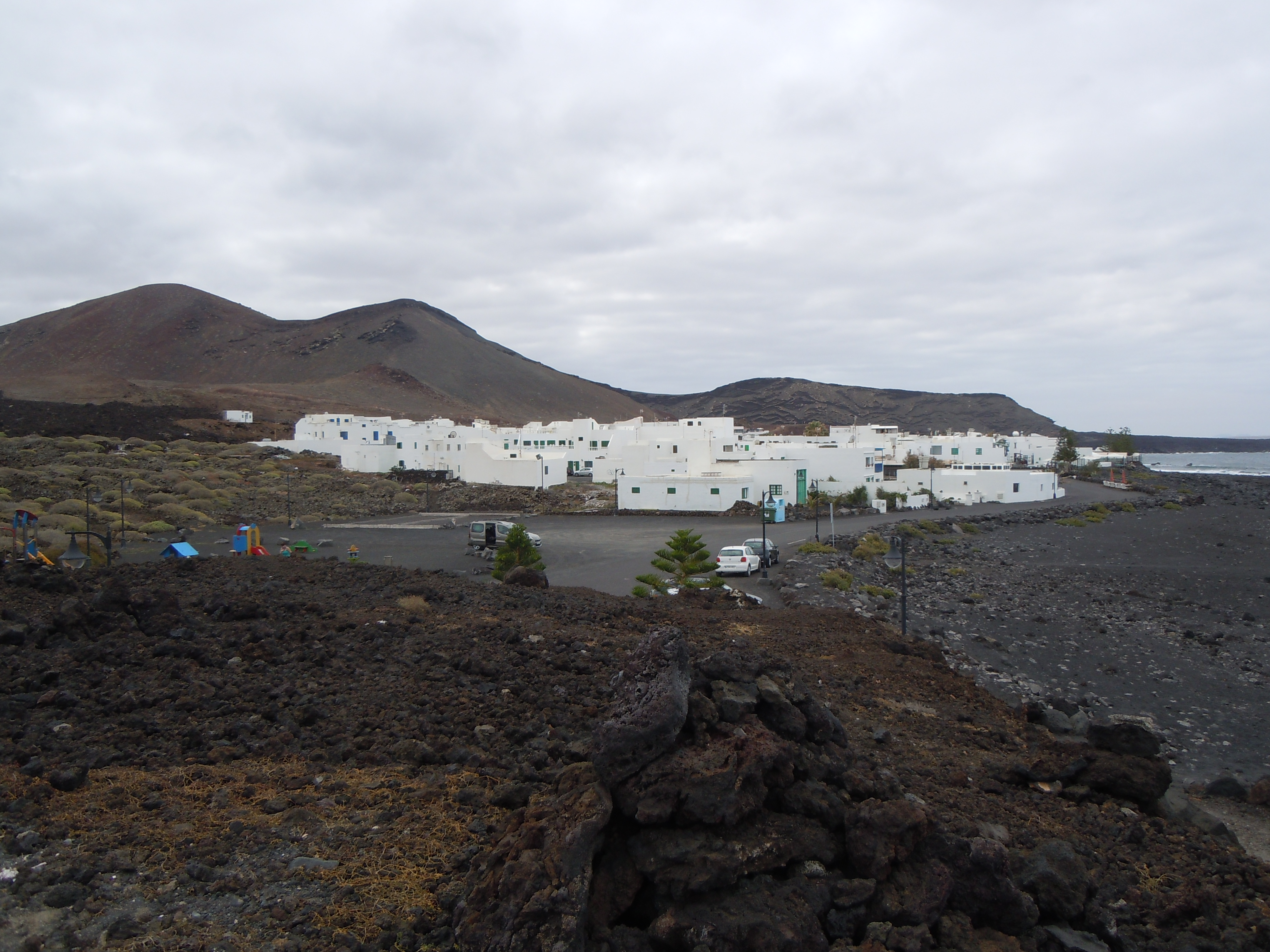
Vue du village depuis le départ du sentier côtier
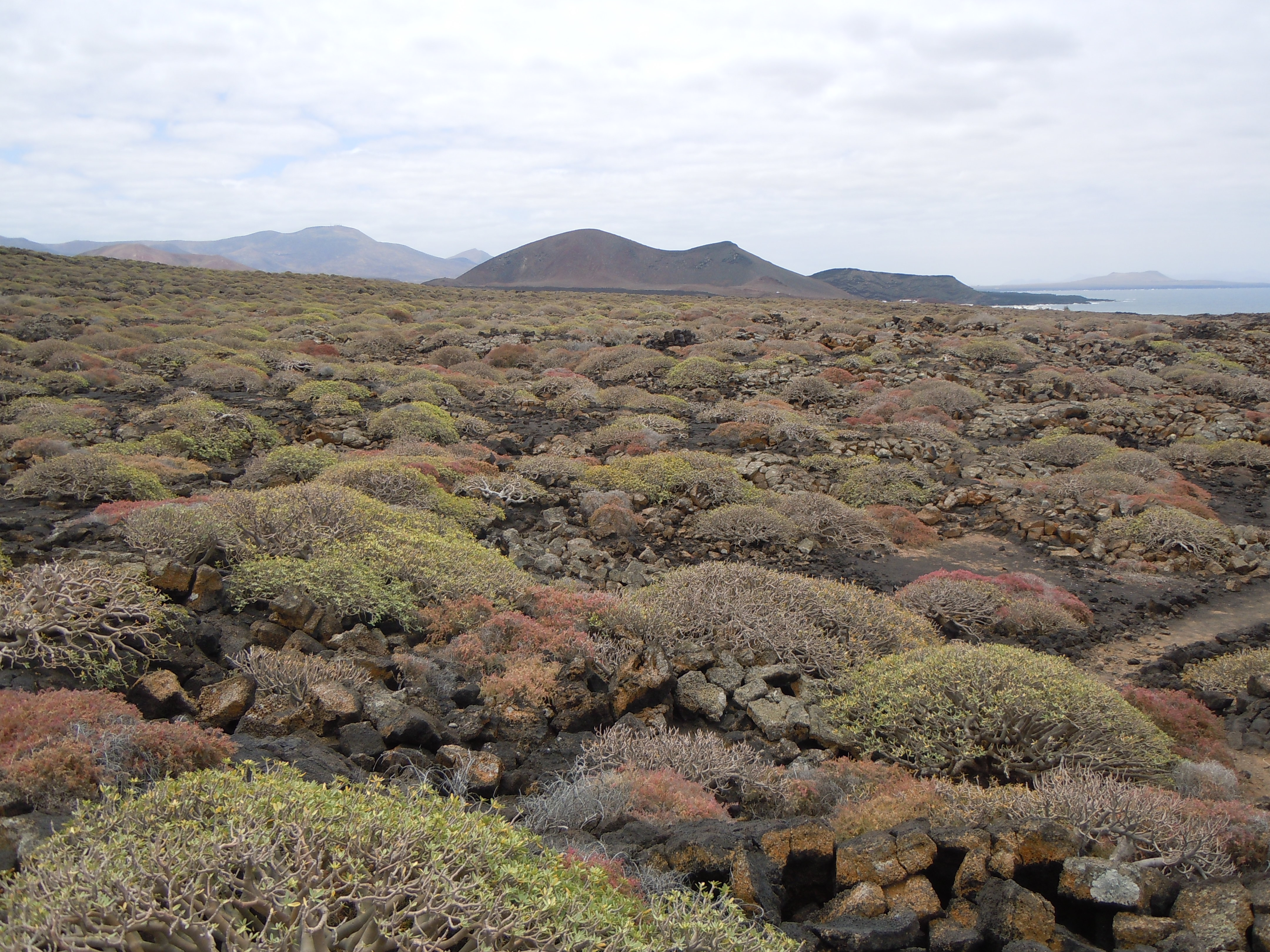
Malpais au nord d'El Golfo.
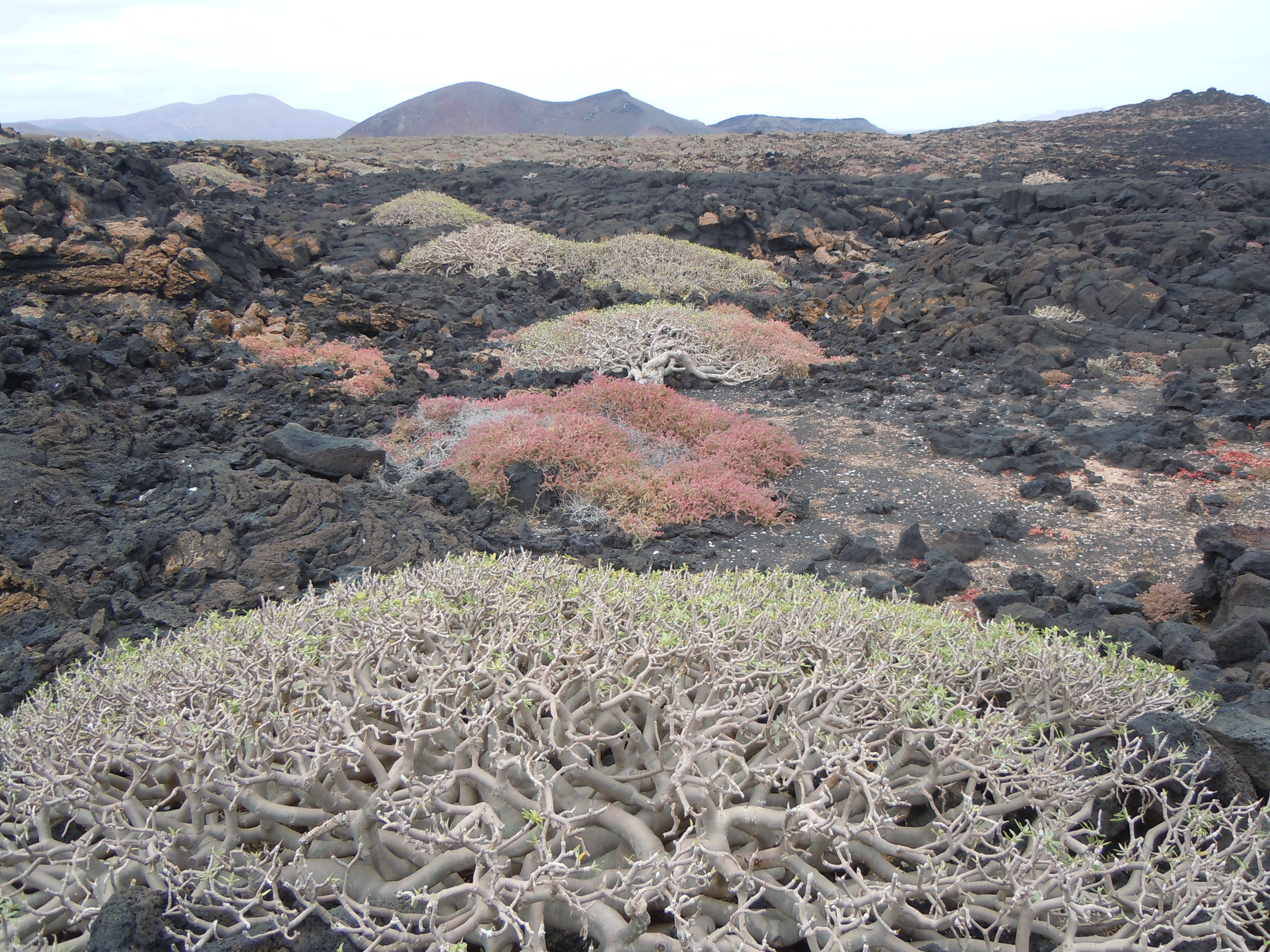
Les Euphorbia balsamifera, colonisent le Malpais.
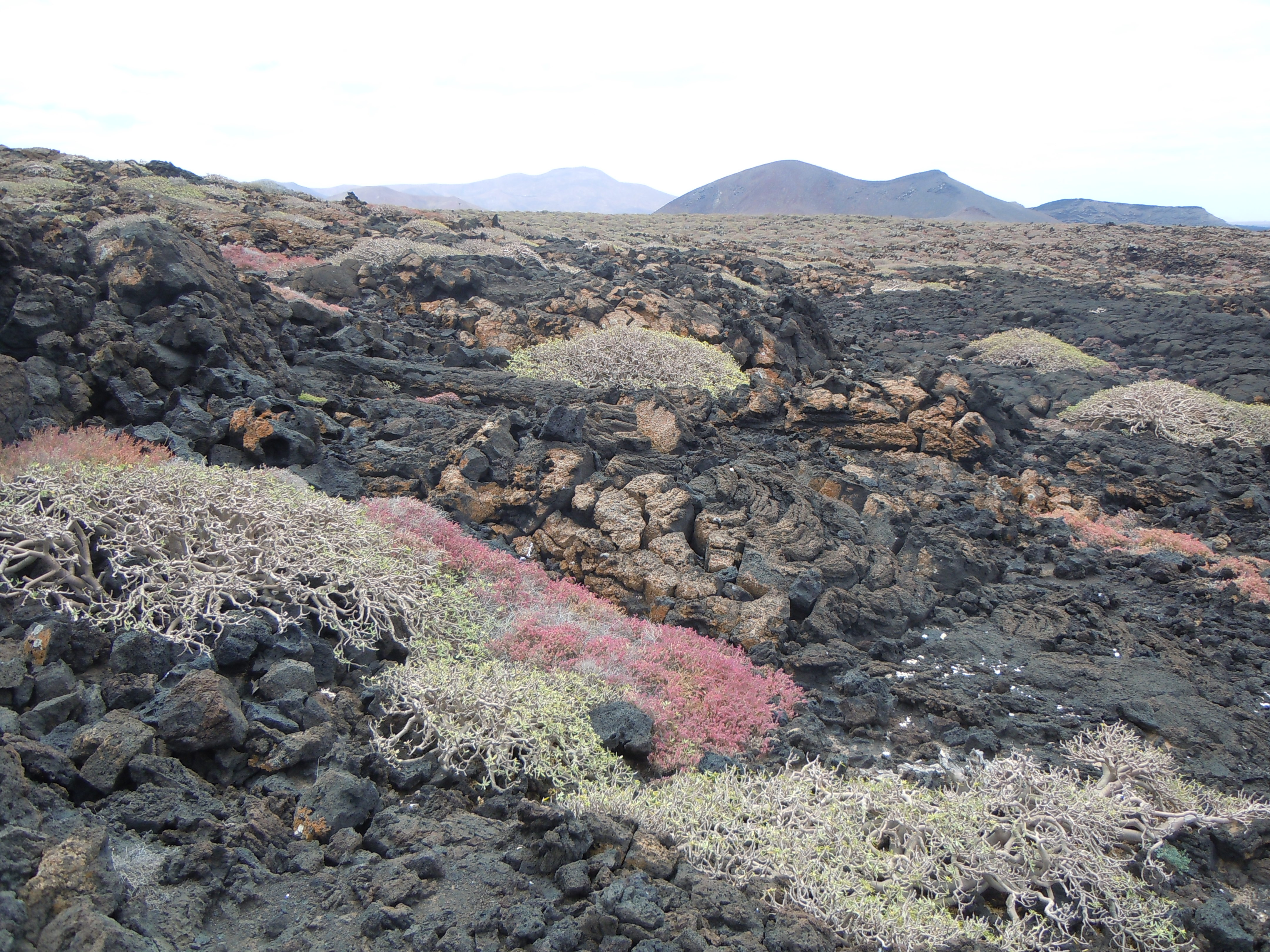
Quelques écoulement de lave cordée au milieu des champs de lave ʻaʻā.
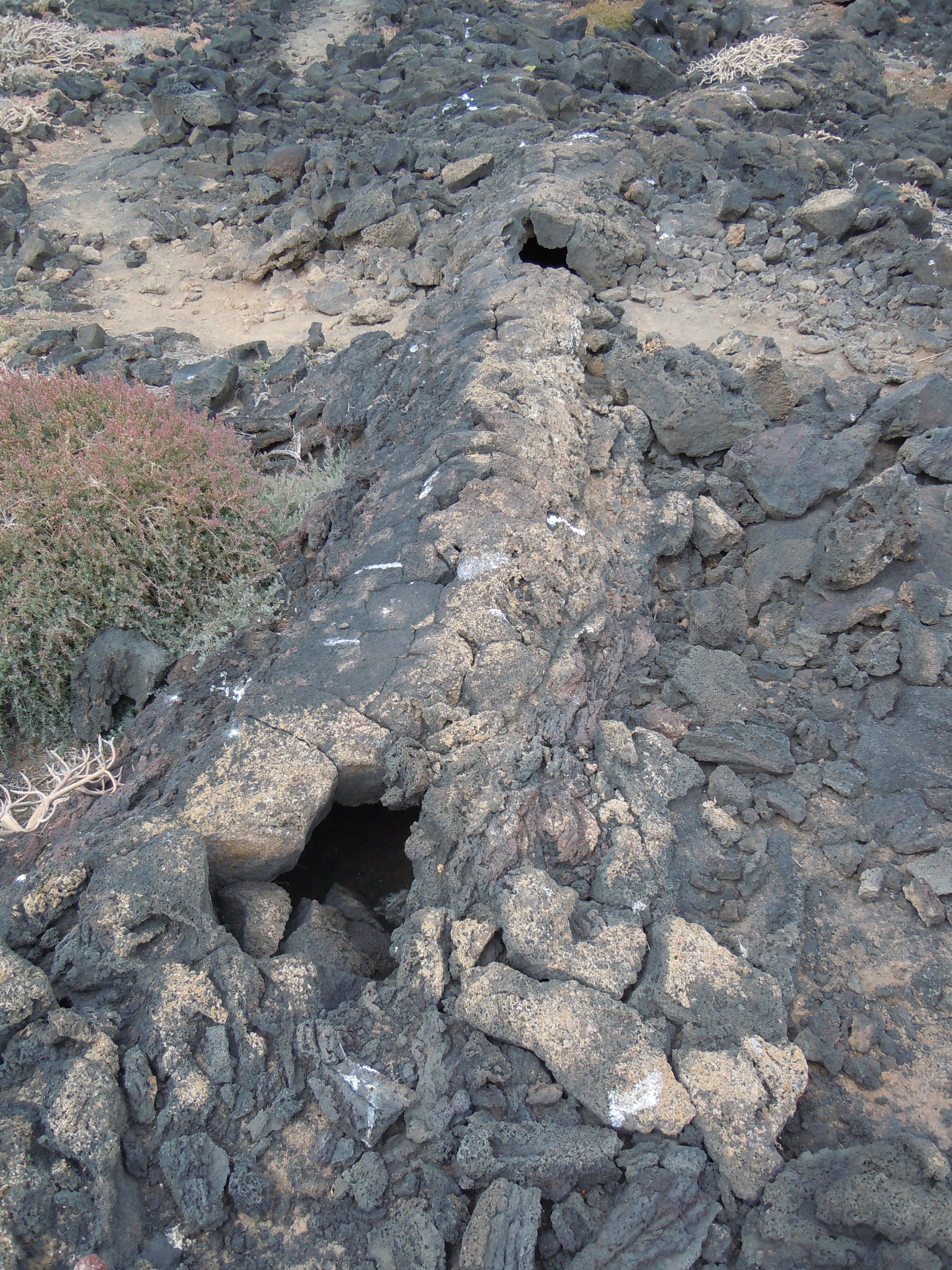
Tube de lave.